# Ізбебі
Ізбебі́ (рос. Избеби, чув. Эçпепе) — присілок у складі Урмарського району Чувашії, Росія. Входить до складу Кудеснерського сільського поселення.
Населення — 303 особи (2010; 311 у 2002).
Національний склад:
- чуваші — 96 %